# Gampong Putoh (Samalanga)
Gampong Putoh is een bestuurslaag in het regentschap Bireuen van de provincie Atjeh, Indonesië. Gampong Putoh telt 2199 inwoners (volkstelling 2010).